# Meadow Williams
Melanie Kay (Meadow) Williams (Miami, 10 februari 1966) is een Amerikaanse actrice. 

## Carrière
Williams werd geboren in Miami, Florida en groeide op in Tennessee. Ze begon met optreden op de middelbare school en verhuisde later naar New York om als model te werken. In New York studeerde Williams acteren aan de Larry Moss Studio en verhuisde later naar Los Angeles toen ze begon te verschijnen in afleveringen van televisieseries als Murder, She Wrote en Married... with Children.
Ze begon haar filmcarrière met kleine rollen in films als Beverly Hills Cop III (1994), The Mask (1994) en Apollo 13 (1995). In de jaren 2000 begon Williams te werken als filmproducent. Haar credits omvatten Den of Thieves (2018), After (2019) en Boss Level (2020). Ze speelde Mildred Gillars in de dramafilm American Traitor: The Trial of Axis Sally uit 2021, die ze ook financierde.

## Privéleven
Ze was getrouwd met haar eerste man tot 2010. In 2010 trouwde ze met Gerald Kessler, een vitaminemagnaat en multimiljonair. Kessler stierf in 2015 en zij erfde bijna zijn gehele vermogen van 800 miljoen dollar, dat het onderwerp was van juridische stappen door Kesslers kinderen uit zijn eerdere huwelijk.

## Filmografie

### Film
| Jaar | Titel                                     | Rol                | Opmerkingen                |
| ---- | ----------------------------------------- | ------------------ | -------------------------- |
| 1989 | The Nutzoids at Cannibal Cove             | Bitsy              |                            |
| 1994 | Turn of the Blade                         | Calendar Girl      |                            |
| 1994 | Beverly Hills Cop III                     | Spider Rider       |                            |
| 1994 | The Mask                                  | Pebbles            |                            |
| 1995 | Apollo 13                                 | Kim                |                            |
| 1995 | Virtual Seduction                         | Hostess            | Televisiefilm              |
| 2000 | The Extreme Adventures of Super Dave      | Girl Driver        |                            |
| 2001 | Soulkeeper                                | Buxom Babe         |                            |
| 2003 | The Box                                   | Dancer             |                            |
| 2004 | Uh Oh!                                    | Tara               |                            |
| 2004 | Miss Cast Away                            | Flight Attendant   | Televisiefilm              |
| 2008 | Jack Rio                                  | Andrea Shane       | Ook producent              |
| 2008 | Skeletons in the Desert                   | Casey Stevens      | Ook producent              |
| 2010 | Light Years Away                          | Misty              |                            |
| 2010 | Raven                                     | Raven              | Ook producent              |
| 2011 | Mysteria                                  | Lavinia            |                            |
| 2011 | Sebastian                                 | Miranda Barnes     |                            |
| 2013 | The Harvest                               | Sandra             | Ook producent              |
| 2014 | Reclaim                                   | Barmaid            |                            |
| 2014 | Reach Me                                  | Phyllis            |                            |
| 2016 | Officer Downe                             | Mother Supreme     |                            |
| 2017 | The Intruders                             | Lily               | Ook producent en schrijver |
| 2018 | Den of Thieves                            | Holly              | Ook uitvoerend producent   |
| 2018 | Backtrace                                 | Erin               | Ook uitvoerend producent   |
| 2019 | After                                     | Professor Soto     | Ook producent              |
| 2019 | 10 Minutes Gone                           | Claire             | Ook uitvoerend producent   |
| 2019 | Escape Plan: The Extractors               |                    | Ook uitvoerend producent   |
| 2020 | Boss Level                                | Pam                | Ook uitvoerend producent   |
| 2020 | Broken Soldier                            | Mrs. Ancilla       |                            |
| 2020 | A Place Among the Dead                    | Alex               |                            |
| 2021 | American Traitor: The Trial of Axis Sally | Mildred Gillars    | Ook producent              |
| 2021 | Aileen Wuornos: American Boogeywoman      | Diane Pittman      | Ook producent              |
| 2022 | Savage Salvation                          | Detective Zeppelin |                            |
| 2023 | The Donor Party                           | Barbara            |                            |
| 2023 | Confidential Informant                    | Jenny Sullivan     |                            |
| 2024 | Outlaw Posse                              | Aphrodite          | Ook uitvoerend producent   |
| 2025 | Den of Thieves 2: Pantera                 | Holly              | Ook uitvoerend producent   |

### Televisie
| Jaar       | Titel                    | Rol     | Opmerkingen |
| ---------- | ------------------------ | ------- | --- |
| 1993       | Murder, She Wrote        | Michele | Aflevering: "The Sound of Murder" |
| 1994       | Murder, She Wrote        | Docent  | Aflevering: "A Nest of Vipers" |
| 1995       | Dream On                 | Tina    | Aflevering: "Try Not to Remember" |
| 1995       | The Larry Sanders Show   | Woman   | Aflevering: "Hank's Sex Tape" |
| 1996       | Campus Cops              | Cindy   | Aflevering: "Muskrat Ramble" |
| 1996       | Married... with Children | Angela  | Aflevering: "Spring Break: Part 2" |
| 1999       | NewsRadio                | Julie   | Aflevering: "Apartment" |
| 2017–heden | The Bay                  | Silver  | Terugkerende rol, ook uitvoerend producent Daytime Emmy Award for Outstanding Digital Daytime Drama Series (2017, 2020) Genomineerd — Daytime Emmy Award for Outstanding Limited Drama Series (2021) |